# Hapoel Afula B.C.
El Hapoel Afula es un equipo de baloncesto israelí que compite en la National League, la segunda división del país. Tiene su sede en la ciudad de Afula. Disputa sus partidos en el Nir Ha'emak Hall, con capacidad para 1000 espectadores.

## Historia
El club se fundó en 1968, y jugaron en la primera división entre los años 1970 y 1980. Una mala racha del club hizo que se tuvieran que fusionar con Hapoel Gilboa para formar el Hapoel Gilboa/Afula. El club fusionado jugó en la primera división hasta 2008, cuando bajaron después de terminar penúltimos.
En junio de 2008 el club se disolvió, y Hapoel Afula se convirtió en un club independiente otra vez ( Hapoel Gilboa se fusionó con el Hapoel Galil Elyon para formar Hapoel Gilboa Galil Elyon). En su primera temporada, Afula ganó el play-off de la Liga Leumit contra Hapoel Lev HaSharon 3-1, y regresó a la primera división.
Después de una temporada, el grupo regresó a la segunda división, debido a que la administración no podría organizar un presupuesto adecuado.

## Posiciones en Liga
- 2005 - (3-Nat)
- 2006 - (1-Nat)
- 2007 - (6-Premier)
- 2008 - (10-Premier)
- 2009 - (3-Nat)
- 2010 - (10-Premier League)
- 2011 - (11-Nat)
- 2012 - (5-Nat)
- 2013 - (5-Nat)
- 2014 - (2-Nat)
- 2015 - (4-Nat)

## Palmarés
- National League:
  - Campeón (1): 2008-09
  - Subcampeón (1): 2013-14

## Jugadores destacados
| - Andrés Berman - Oz Blayzer - Nir Cohen - Avi Eliyahu - Bamba Fall - Jeff Allen (1987) - Roy Booker - Steffon Bradford - Dennis Carr - Dionte Christmas - Justin Dentmon | - Eric Devendorf - Allen Durham - Anthony Fisher - Andre Harris - Darnell Hugee - Jacob Jaacks - Ronny LeMelle - Jordan Lewis - David Loubeau - Bryant Markson - BJ McKie | - Roburt Sallie - Shannon Shorter - Gregg Thondique - Andre Williamson - Maurice Joseph - Tal Michael Dunne - Marios Matalon - Oded Brandwein - Stu Douglass - Jermaine Hall |